# Hogna bottegoi
Hogna bottegoi este o specie de păianjeni din genul Hogna, familia Lycosidae, descrisă de Caporiacco, 1940.
Este endemică în Etiopia. Conform Catalogue of Life specia Hogna bottegoi nu are subspecii cunoscute.